# Dorte O. Jensen
 Der er flere personer med dette navn, se Dorthe Jensen.
Dorte Oppelstrup Jensen (født 20. oktober 1972 i Nyborg) er dansk sejlsportskvinde. Hun har i karrierens løb vundet flere VM-titler og bronze ved OL i Athen i 2004. Dorte Oppelstrup Jensen har siden da fået en datter.

## Klubber
Dorte har gennem sin karriere bl.a været tilknyttet bl.a 
- Nyborg Sejlklub
- Kaløvig Bådelaug
- Idrætsskolerne i Oure
- Kongelig Dansk Yachtklub

Og sejler nu i Thurø Sejlklub

## Bådtyper
Dortes primære sejlsports succeser er i disciplinerne:
- Europajolle, en 1 persons jolle
- Yngling, en 3 personers kølbåd
- Matchrace, som afholdes i forskellige bådtyper alt afhængigt af hvad arrangerende klub specificerer. Båden leveres af afholdende klub. Besætnings antal kan variere. I Scandinavien bruges primært både af typerne DS 37 eller Swedish Match 40 begge kølbåde sejlet af hhv. 6 kvinder eller 5 mænd, i USA er det primært J22, som sejles af hhv. 4 kvinder eller 3 mænd.

## Historien
Efter stor succes i Europajollen, kulminerende med VM Guld i 1993, byttede Dorte enmandsjollen ud med matchracing, en holdsport og en helt anden boldgade, det skulle hurtigt vise sig at Dorte havde talent for sporten som hun dominerede i årene 1999-2001.
Op mod de olympiske lege i Athen 2004 var Ynglingen blevet olympisk. Dorte startede en OL kampagne og fik hurtigt støtte af Dansk Sejlunion. Dorte vandt den danske udtagelse. Resultatet blev en bronzemedalje for Dorte med gasterne Helle Jespersen og Christina Otzen.
I 2006 da VM i matchrace skulle afholdes i Danmark, gentog hun sejren og vandt VM-guld ud for Skovshoved Havn, denne gang med gasterne Gitte Bjerregård, Lea Olsen, Tine Kjærgaard, Helle Jespersen og Nathalia Nyeland.

## Uddannelse med mere
Dorte er uddannet fysioterapeut, i Gudme på Fyn driver hun sin Klinik For Fysioterapi.
Hun er fortsat aktiv sejler, og deltog blandt andet i Big Boat Challenge 2011, som skipper for Farr 40 pigebåden Team Maltesers

## Resultaterne
2006
| type                   | stævne                                                | resultat |
| ---------------------- | ----------------------------------------------------- | -------- |
| VM Match Race, kvinder | Dexia Private Banking World Championships, Skovshoved | Guld     |

2004
| type                       | stævne                                       | resultat |
| -------------------------- | -------------------------------------------- | -------- |
| Yngling, kølbåd kvinder    | XXXV Princess Sofia Trophy Palma de Mallorca | Guld     |
| Yngling, kølbåd kvinder    | Rolex Miami OCR Biscayne Bay, Miami, Florida | Guld     |
| OL Yngling, kølbåd kvinder | OL Athen, Greece                             | Bronze   |
| VM Yngling, kølbåd kvinder | Verdensmesterskab                            | Sølv     |

2003
| type                    | stævne                                                             | resultat |
| ----------------------- | ------------------------------------------------------------------ | -------- |
| Yngling, kølbåd kvinder | 2003 ISAF World Championships Cadiz                                | Bronze   |
| Yngling, kølbåd kvinder | Kieler Woche Kieler Bucht                                          | Guld     |
| Yngling, kølbåd kvinder | Scandinavian Race Week - ex Danish Olympic Spring Regatta Rungsted | Bronze   |
| Yngling, kølbåd kvinder | SPA Regatta Medemblik                                              | Sølv     |
| Yngling, kølbåd kvinder | Semaine Olympique Francaise Hyeres                                 | Sølv     |
| Yngling, kølbåd kvinder | XXXIV Princess Sofia Trophy Palma de Mallorca                      | Sølv     |

2002
| type                    | stævne                                      | resultat |
| ----------------------- | ------------------------------------------- | -------- |
| Yngling, kølbåd kvinder | VM 2002 Lake Uri, Brunnen SUI               | 5        |
| Match race kvinder      | Swedish Match Womens Cup, Marstrand Sverige | Sølv     |
| Yngling, kølbåd kvinder | Kieler Woche, Kiel Bay Tyskland             | Bronze   |
| Yngling, kølbåd kvinder | Scandinavian Race Week, Rungsted Danmark    | Guld     |
| Yngling, kølbåd kvinder | SPA Regatta, Medemblik Holland              | 6        |
| Yngling, kølbåd kvinder | Semaine Olympique Francaise Hyeres          | 5        |

2001
| type                   | stævne                                                 | resultat |
| ---------------------- | ------------------------------------------------------ | -------- |
| VM Match Race, kvinder | ISAF Womens Match Racing World Championship Ledro Lake | Guld     |
| VM Match Race, kvinder | Swedish Match Cup, Marstrand Sverige                   | Guld     |

2000
| type                   | stævne                                                                   | resultat |
| ---------------------- | ------------------------------------------------------------------------ | -------- |
| VM Match Race, kvinder | Rolex 2000 ISAF Women's Match Racing World Championship St Petersburg YC | Guld     |
| Match Race, Open       | Hostmatchen Saltsjobaden                                                 | 10       |
| Match Race, Open       | Tune Up 12 Skovshoved                                                    | 7        |
| NM Match Race, Open    | Nordic Championship Kaloevig                                             | Bronze   |
| Match Race, Open       | Danish Championship Qualifier 1 Middelfart                               | 4        |
| Match Race, Open       | Middelfart Sparekasse Matchrace Cup 2000 Middelfart                      | 11       |
| Match Race, Kvinder    | Swedish Match Women's Trophy Marstrand                                   | Guld     |
| Match Race, Kvinder    | Tuborg Golden Lady Cup 2000 Skovshoved                                   | Bronze   |
| VM Match Race, Kvinder | 2000 Women's Match Race Championship Cowes                               | Sølv     |
| Match Race, Kvinder    | II International Women Match Race Criterium Calpe, Alicante              | Guld     |

### 1999
- Matchrace, kvinder, 1999 ISAF Women's Match Racing World Championship Genoa (guld)
- Open Match Race Kaloevig Open 1999 Kaloevig (5. plads)
- Open Match Race TMC Cup TMC Middelfart (guld)
- Open Match Race Matchrace Generation 2000 – Den flydende badudstilling Kolding, Jutland (4. plads)
- Open Match Race Codan Cup – Superfinals – Danish Nationals Middelfart (8. plads)
- Open Match Race Codan Cup – Semif 2 Danish Nationals Lundeborg (guld)
- Matchrace, kvinder, Women's Swedish Match Cup Marstrand (guld)
- Matchrace, kvinder, Tuborg Golden Lady Cup Skovshoved (guld)
- Matchrace, kvinder, International Match Race Women Criterium Calpe (guld)

### 1998
- Open Match Race TMC CUP 1998 Middelfart (sølv)
- Open Match Race KALOVIG OPEN MR 1998 Kalovig (6. plads)
- Matchrace, kvinder, TUBORG (guldEN LADY CUP 1998 Skovshoved guld)
- Matchrace, kvinder, OPEN EUROPEAN WOMEN MR 1998 Travemunde (4. plads)
- Open Match Race CODAN CUP FINALS 1998 Skovshoved (8. plads)
- Open Match Race CODAN CUP SEMI FINAL 2 1998 Kalovig Baadelaug (bronze)
- Matchrace, kvinder, ISAF DUBAI WORLD CHAMPS 1998 Dubai (bronze)

### 1997
- Open Match Race DANISH CHAMPIONSHIP SKAERBAEK (6. plads)
- Europajolle, kvinder, EUROPE WORLD CHAMPIONSHIP 1997 SAN FRANCISICO (1. plads)
- Europajolle, kvinder, KIELER WOCHE KIEL 21st

### 1996
- Open Match Race CODAN CUP QUALIFICATION 4 Lundeborg (sølv)
- Europajolle, kvinder, EUROPE WORLD CHAMPIONSHIP 1996 Mallorca 1(5. plads)
- Europajolle, kvinder, SPA REGATTA Medemblik (5. plads)
- Europajolle, kvinder, SEMAINE OLYMPIQUE FRAINCAISE HYERES (8. plads)
- Europajolle, kvinder, PRINCESA SOFIA TROPHY 1996 Palma (1. plads)
- Europajolle, kvinder, ROMA SAIL WEEK Rome (1. plads)
- Europajolle, kvinder, MIAMI OLYMPIC CLASSES REGATTA MIAMI (sølv)
- Europajolle, kvinder, SPORT ST PETERSBURG (4. plads)

### 1995
- Europajolle, kvinder, CORK KINGSTON (sølv)
- Europajolle, kvinder, PRE-OLYMPIC REGATTA SAVANNAH (5. plads)
- Europajolle, kvinder, KIELER WOCHE 1995 Kiel (3. plads)
- Europajolle, kvinder, PFINGSTBUSCH Kiel 32nd
- Europajolle, kvinder, SPA REGATTA Medemblik (5. plads)
- Europajolle, kvinder, SEMAINE OLYMPIQUE FRANCAISE Hyeres (4. plads)
- Europajolle, kvinder, EUROPE WORLD CHAMPIONSHIP 1995 AUCKLAND (6. plads)

### 1994
- Europajolle, kvinder, SAVANNAH OLYMPIC CLASSES 1994 SAVANNAH (8. plads)
- Europajolle, kvinder, EUROPE WORLD CHAMPIONSHIP 1994 LA ROCHELLE (9. plads)
- Europajolle, kvinder, KIELER WOCHE 1994 KIEL (3. plads)
- Europajolle, kvinder, SPA REGATTA 1994 Medemblik (bronze)
- Europajolle, kvinder, DANISH OLYMPIC SPRING REGATTA AARHUS (9. plads)
- Europajolle, kvinder, SEMAINE OLYMPIQUE FRANCAISE 94 HYERES (4. plads)
- Europajolle, kvinder, EUROLYMP ROMA WEEK 1994 ANZIO (4. plads)

### 1993
- Europajolle, kvinder, EUROPE WORLD CHAMPIONSHIP 1993 Kalovig Badelaug (guld)

### 1992
- Europajolle, kvinder, OLYMPIC REGATTA 1992 BARCELONA (5. plads)
- Europajolle, kvinder, SPA REGATTA 1992 Medemblick (6. plads)
- Europajolle, kvinder, EUROPE EUROPEAN CHAMP 1992 Cadiz (guld)

### 1991
- Europajolle, kvinder, EUROPE EUROPEAN CHAMP 1991 Workum (sølv)
- Europajolle, kvinder, II TROFEO CIUTAT DE BARCELONA Barcelona (guld)
- Europajolle, kvinder, KIEL WEEK 1991 Kiel (sølv)
- Europajolle, kvinder, SPA REGATTA 1991 Medemblik (guld)
- Europajolle, kvinder, EUROPE WORLD CHAMPIONSHIP 1991 (bronze)

### 1990
- Europajolle, kvinder, Kieler Woche 1990 Kiel (1. plads)
- Europajolle, kvinder, SPA REGATTA 1990 Medemblik (6. plads)
- Europajolle, kvinder, DANISH OLYMPIC SPRING 1990 Copenhagen (7. plads)
- Europajolle, kvinder, SEMAINE OLYMPIQUE DE FRANCE 90 Hyeres (4. plads)
- Europajolle, kvinder, EUROPE OPEN WEEK 1994 LA ROCHELLE (guld)